# Електрическа проводимост
Електрическа проводимост или електропроводимост е свойството на даден проводник или електронен компонент да провежда електрическия ток. Определя се като реципрочна стойност на съпротивлението. Означава се с G.
Мерната единица за електропроводимост според международната система единици SI е сименс и се означава с S.
Проводимостта може да се изрази математически по следните начини:
{\displaystyle G={\frac {1}{R}}}

откъдето следва, че

{\displaystyle G={\frac {I}{U}}}

Тук:

{\displaystyle G} е проводимостта;

{\displaystyle R} е съпротивлението;

{\displaystyle U} е напрежението;

{\displaystyle I} е токът.